# Abaiara
Abaiara é um município do estado do Ceará, localizado na região do Cariri, no Brasil. Sua população em 2022 foi estimada em 10.038 habitantes.

## Etimologia
O primeiro nome conhecido da região foi "distrito de São Pedro", outorgado em 1873 em homenagem ao então imperador brasileiro dom Pedro II. Em 1938, o nome foi mudado para Pedro Segundo. Em 1943, o nome foi mudado para seu nome atual, "Abaiara", termo tupi que significa "o senhor dos homens" (ainda numa homenagem a dom Pedro II), através da junção de abá (homem) e îara (senhor).

## História
Os primeiros habitantes da região eram os indígenas Kariri, de origem Tapuia. Eram um povo guerreiro e forte, que ficaram marcados na história colonial por sua resistência aos avanços dos portugueses.

### Formação administrativa
Em 1837, Abaiara, ainda sob o antigo nome de São Pedro, se tornou distrito do município de Milagres. No site do IBGE, não fala sobre a data da emancipação mas, em 1911, São Pedro já era município. Em 1938 São Pedro muda o nome para Pedro Segundo. Em 1939, Pedro Segundo é rebaixado à distrito de Milagres. Em 1943, Pedro Segundo muda o nome para Abaiara. Em 1957 torna-se município com o nome Abaiara. Em 1989 é criado o primeiro distrito: São José.
Atualmente Abaiara possui cinco distritos:
1. Abaiara (distrito-sede)
2. São José
3. Oitis
4. Triângulo
5. Olho d'água de Pedras

### Histórico
As terras localizadas no sopé da Chapada do Araripe eram habitadas pelos índios Kariri Gauariú.
Os integrantes das entradas, militares e religiosos, mantiveram os primeiros contatos com os nativos, estudaram toda a região dos Cariri, catequizaram os indígenas e os agruparam em aldeamentos ou missões.
Os resultados destes contatos e descobrimentos desencadearam notícias de que, na região, haveria ouro em abundância. Em seguida, desencadeou-se uma verdadeira corrida para os sertões brasileiros, com famílias oriundas de Portugal sonhando com as riquezas de terras inexploradas, com a esperança de encontrar o minério que as levaria a aumentar o seu patrimônio material e de de aumentar o seu prestígio pessoal em relação à corte portuguesa.
A busca do metal precioso, nas ribanceiras do Rio Salgado, trouxe, para a região do Sertão do Cariri, a colonização e, em consequência, a doação de sesmarias, o que permitiu o surgimento de lugarejos e vilas.
Abaiara, como núcleo urbano, surgiu neste contexto, no início do século XIX, a partir de fazendas de gado pertencentes a José Leite da Cunha e José Júlio Sampaio.

## Geografia

### Clima
Tropical quente semiárido úmido com pluviometria alta de 1256 milímetros e com chuvas concentradas de janeiro a abril. As temperaturas médias são entre 24º a 26ºC.

### Hidrografia e recursos hídricos
As principais fontes de água são: Riacho Rompe Gibão,  Riachos Sabonete, São Pedro, Jitirama.. O cinturão das águas, que trará água do Rio São Francisco, passará por algumas terras da cidade. As obras já estão em andamento.

### Relevo e solos
As principais elevações são: Serras de São Felipe, Serra da Mãozinha, Serra do Araripe. Na Serra do Mãozinha a 6° mais alta do Ceará com 1243 metros, fósseis bem preservados, com mais de 90 milhões de anos, podem ser encontrados. Dentre os fósseis, os mais famosos são os de peixes da era cretácea. Estes fósseis não passam por um processo de preservação e segurança. Por isso, estes patrimônios são traficados para colecionadores do Brasil e do mundo.[carece de fontes?]

### Vegetação
Floresta caducifólia espinhosa (caatinga arbórea) na maior parte do território e floresta subcaducifólia tropical pluvial (mata seca) nas áreas de maior altitude que compreendem a parte dudoeste do território municipal.
E este município ainda faz parte da Área de Proteção Ambiental da Chapada do Araripe.

### Subdivisão
O município tem cinco distritos: Abaiara (sede), São José, Oitis, Triângulo, Olho d'água de pedras.

## Economia
A economia da do município de Abaiara é baseada na Agricultura Familiar, Agricultura, Agropecuária e o Comércio Local.
Agricultura Familiar: A agricultura familiar é um sistema de produção agrícola que envolve uma família, que gere e trabalha na propriedade rural. É um modelo de produção que se baseia na pequena propriedade, na mão de obra familiar e na produção para o mercado interno. 
Agricultura: Produção de milho, feijão, algodão;
Agropecuária: Criação e produção de (bovinos, suínos, caprinos e alevinos)
Abaiara também avança no setor de Energia Solar Fotovoltaica, tendo se destacada como, a segunda cidade do Ceará que mais    gerou empregos no Ano de 2023 no ramo da Energia Solar, tendo hoje no município dois parques solares, um no sitio Cajueiro e outro no sitio Tamanduá.
O acesso para Abaiara ocorre pela CE-393. Outro acesso futuro será pela CE-496, que ligará futuramente a Abaiara a Brejo Santo.  

## Cultura Local
Os principais eventos Festivos e Culturais são:
Festa de Setembro (Padroeira do Imaculado Coração de Maria);
Festa de São José (distrito de São José) 18 de Março;
Festa de Santa Cruz (distrito de São José) 03 de Maio;
Emancipação Política (sede) 25 de Novembro.

## Política
A administração municipal localiza-se na sede, Abaiara.
A Prefeitura Municipal de Abaiara localiza-se na rua Expedito Oliveiras das Neves, Nº 70, Centro.